# Ruhnu
Ruhnu (švédsky Runö) je estonský ostrov v Rižském zálivu Baltského moře. Administrativně patří ke kraji Saaremaa. Na ploše 11,9 km² zde žije asi 160 obyvatel (1.1.2018). Až do roku 1944 zde žili etničtí Švédové.

## Geografie
Ostrov je 5,5 km dlouhý a 3,5 km široký. Pobřeží je dlouhé 23,3 km. Terén je rovinatý. Nejvyšší nadmořskou výšku má dunový hřeben Haubjerre (28 m n. m.).
Nejbližší pevninou je 37 km vzdálený mys Kolka v Lotyšsku. Vzdálenosti z Ruhnu do Kuressaare je 70 km, Pärnu a Rigy je 96 km, na ostrov Kihnu je 54 km.

## Zemědělství
Východní část ostrova tvoří převážně borový les, který pokrývá 60 % plochy ostrova. V západní části jsou malé ostrůvky. Z plochy 1 154 ha je v soukromých rukou 747 ha půdy, z toho 86 ha je orná půda, 227 ha louky, 291 ha lesy. 60 % půdy bylo vráceno původním majitelům (Švédům) a 7 % vlastní Estonci.
Z dobytka se chová skot, ovce, vepři, slepice a včely. Od roku 2007 byl zahájen rybolov na profesionální úrovni.
Z plodin se pěstuje především oves a ječmen (asi 20 ha), dále žito, pšenice, pícniny, zelenina a ovoce.

## Historie
První písemná zmínka o již osídleném ostrově je z 28. července 1341. Do roku 1721 patřil Švédsku, poté Rusku a v letech 1915–1918 bylo obsazeno Německem. V roce 1919 se obyvatelé rozhodli stát součástí Estonska.  Roku 1934 zde žilo 282 obyvatel, z toho 277 Švédů a 5 Estonců. Švédové zde hovořili archaickým dialektem zvaným Runsk. Během druhé světové války byl ostrov i s Estonskem obsazen Sovětským svazem (1940–1941) a pak Německem (1941–1944). V listopadu 1943 přesídlilo 75 ostrovanů do Švédska. Krátce před příchodem Rudé armády, 4. srpna 1944, kromě dvou rodin odešli i zbývající obyvatelé do Švédska. Po roce 1944 byl ostrov osídlen Estonci a také malou vojenskou posádkou Rudé armády. Po vyhlášení nezávislosti Estonska v roce 1991 se pozemky a majetky vrátily původním vlastníkům z doby před sovětskou okupací. Většina Švédů či jejich potomků se na ostrov nevrátila, ale občas se sem vrací.

## Turismus
Ostrov má příjmy z turistického ruchu. Jednou týdně má Ruhnu letecké spojení s Pärnu a Kuressaare. Přistávací dráha je u malého přístavu Ringsu v jihovýchodní části ostrova. V létě sem jezdí trajekt.
- Na nejvyšším kopci Håubjärre stojí maják z roku 1877, který byl vyroben ve francouzském Le Havre.
- Dřevěný kostel svaté Magdaleny z roku 1644 na místě dřívější kaple je nejstarší dochovaná dřevěná stavba v Estonsku. Věž byla přistavěna v roce 1755.[5] V těsném sousedství byl postaven nový kamenný kostel, který byl vysvěcen 20. července 1912.
- Na ostrově se chová okolo 30 ovcí a plemeno je pojmenováno podle ostrova. V roce 1944 jich na ostrově bylo kolem 300.
- Na ostrově je nejhlubší vrtaná studna v Estonsku hluboká 787,4 m, ze které vytéká slaná voda.

## Galerie

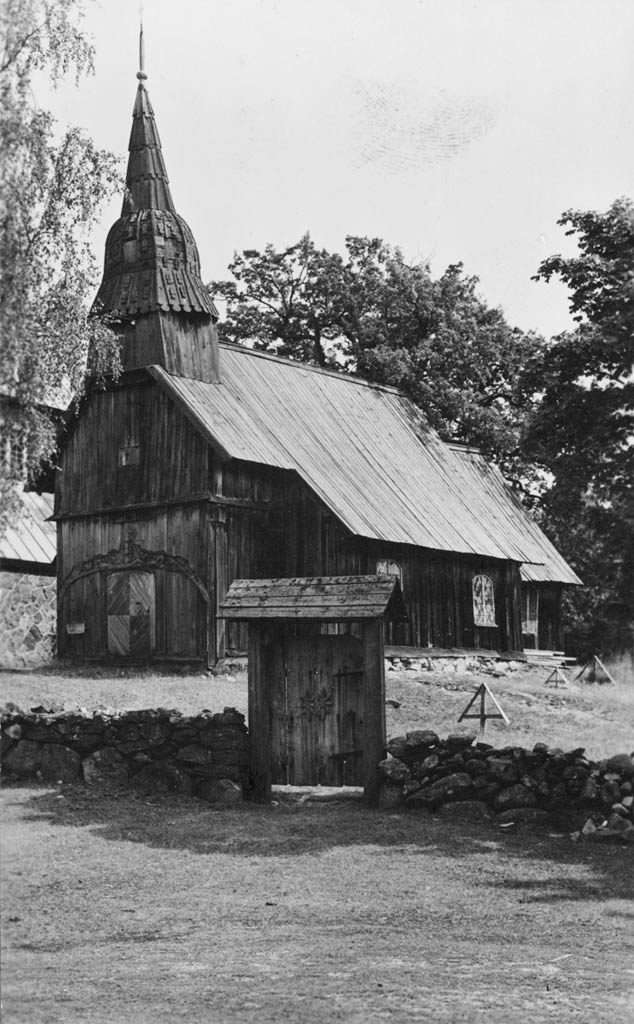
Dřevěný kostel
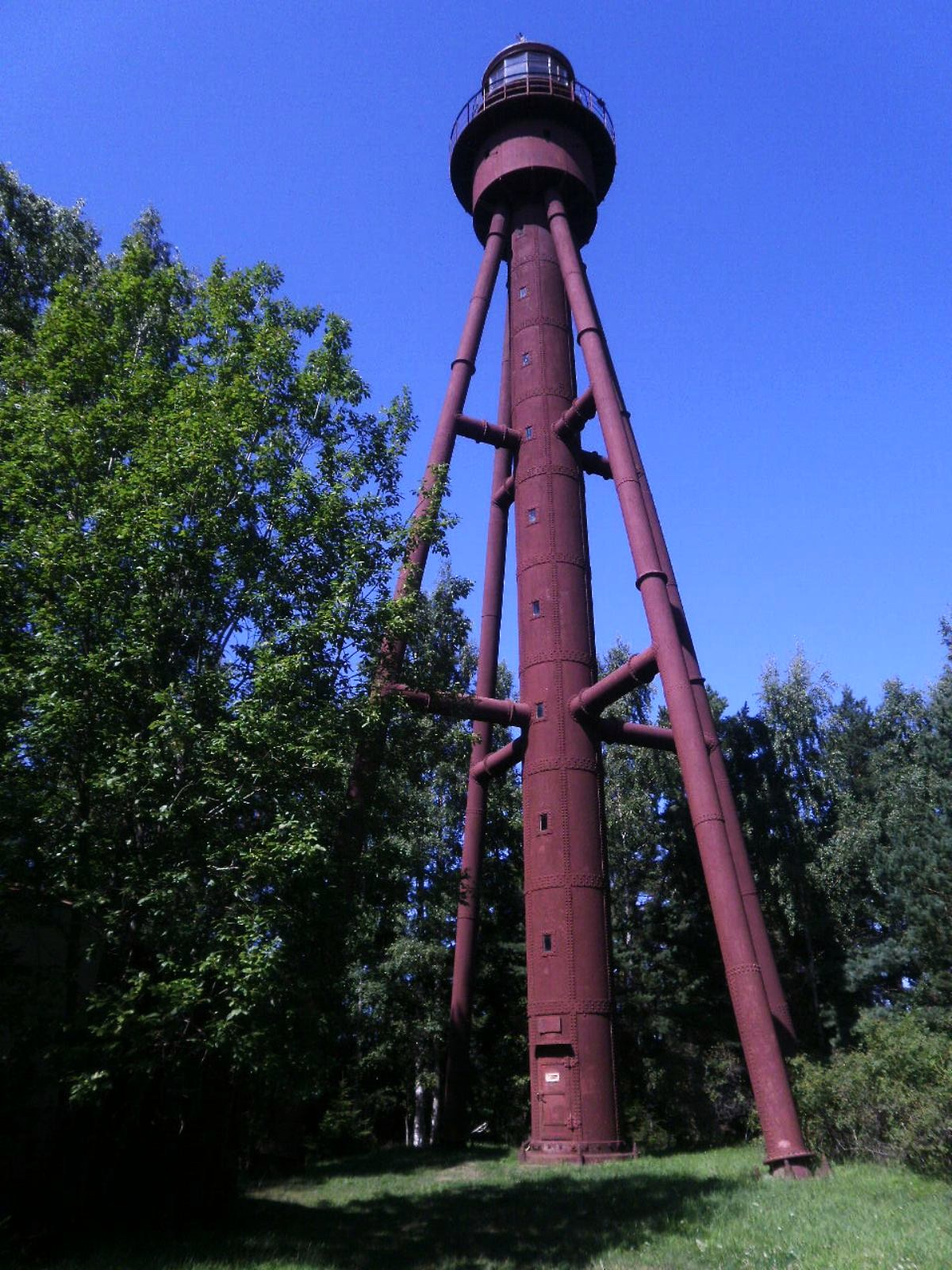
Maják Ruhnu
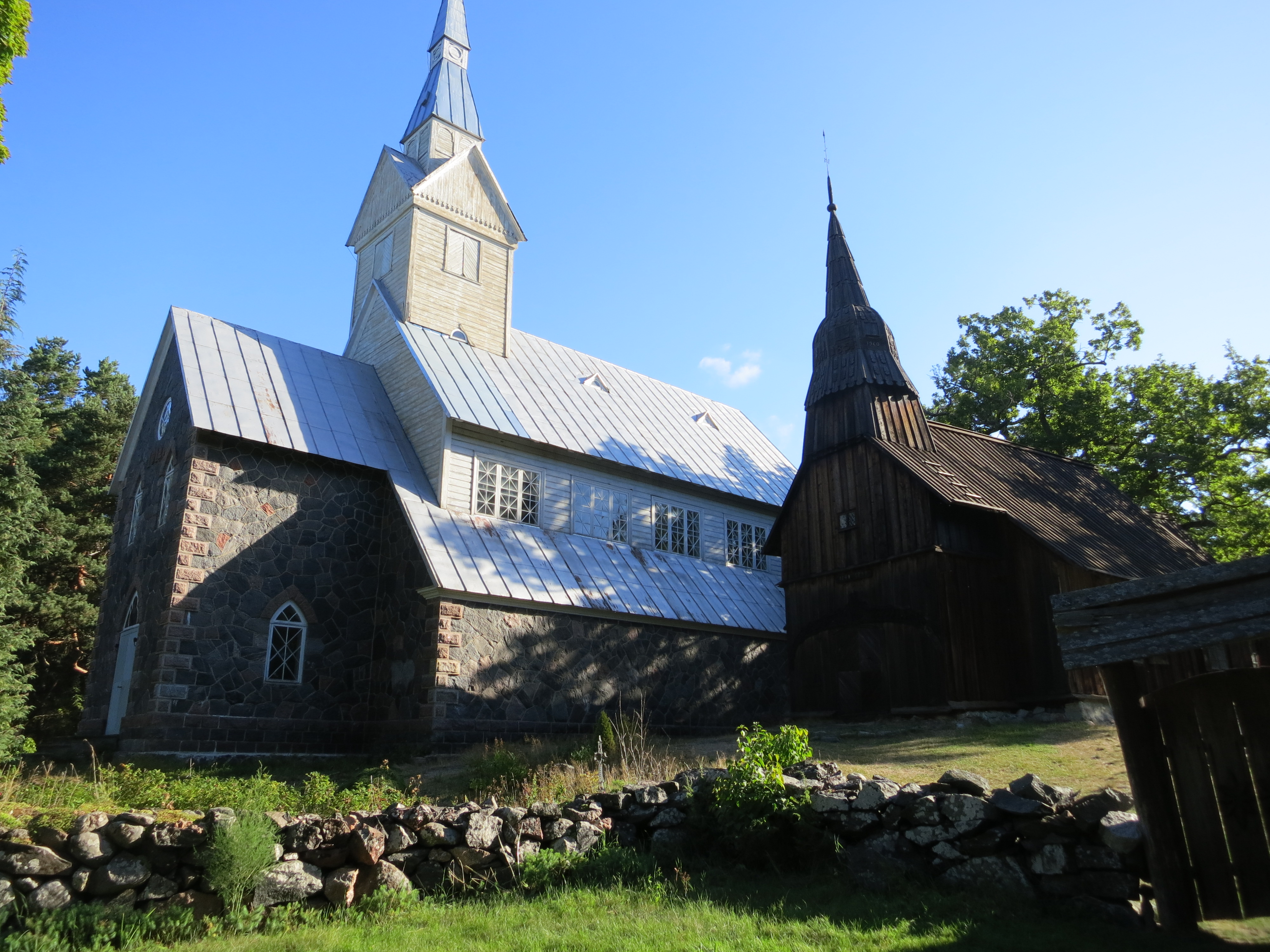
Nový a dřevěný kostel
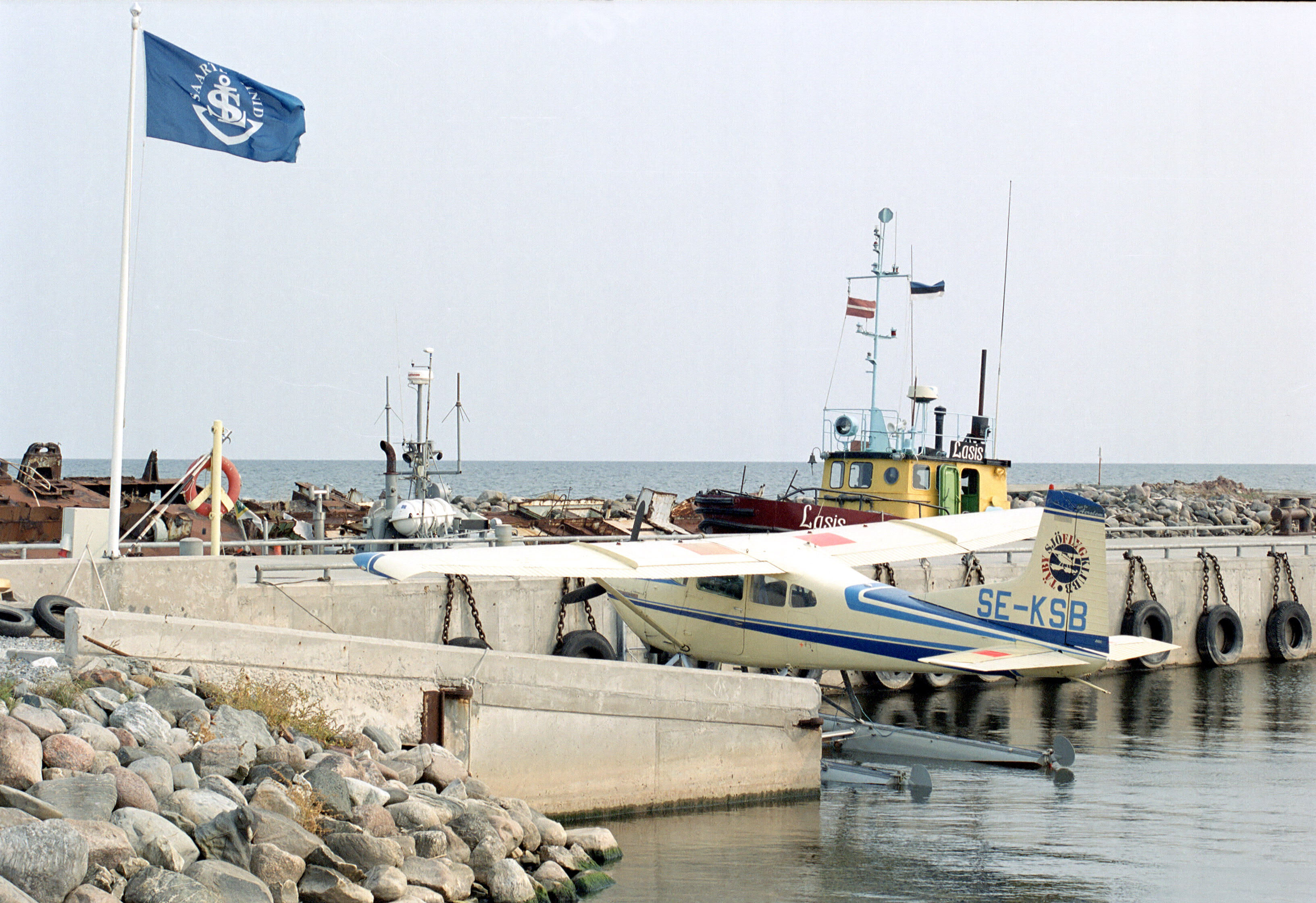
Přístav
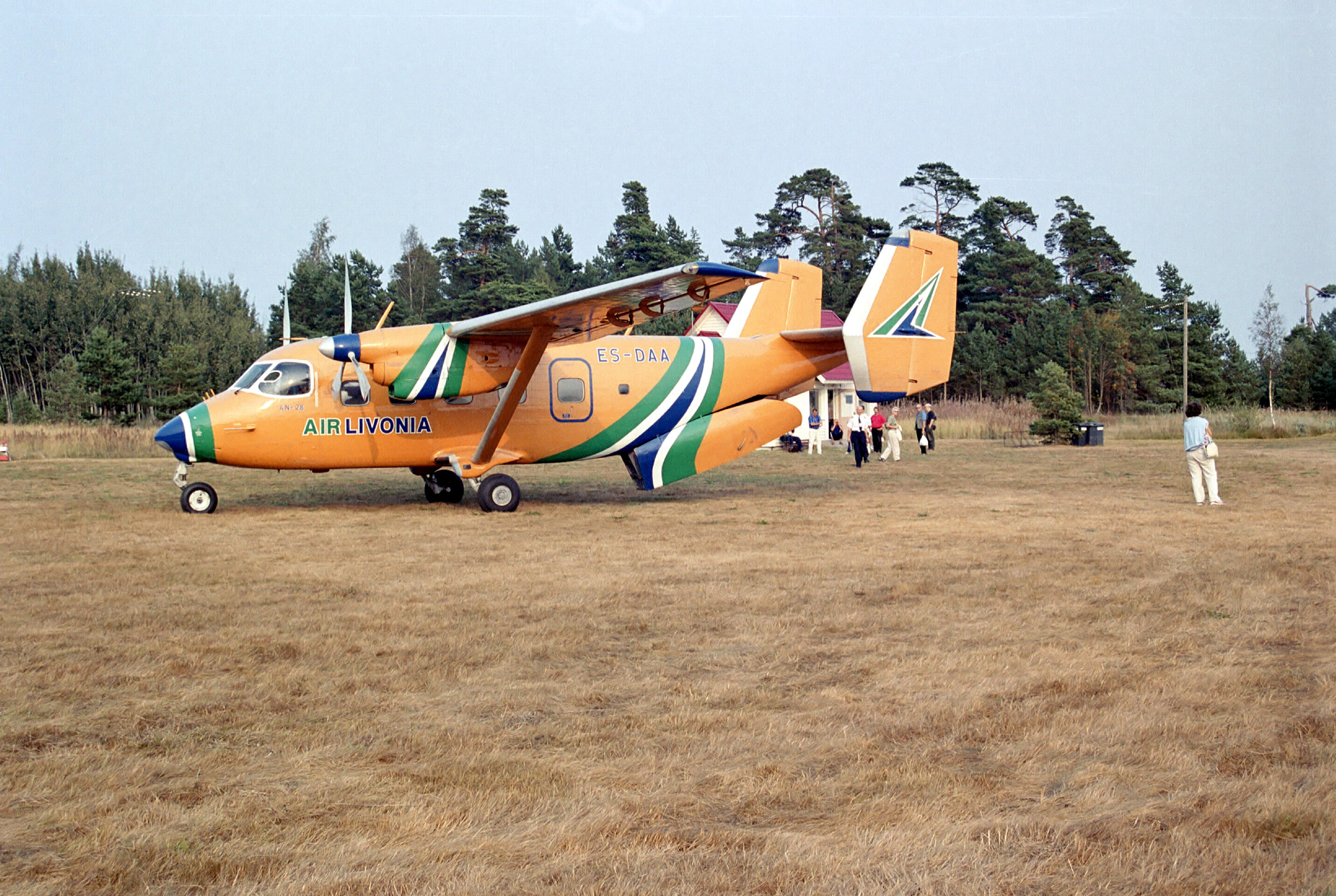
Letiště
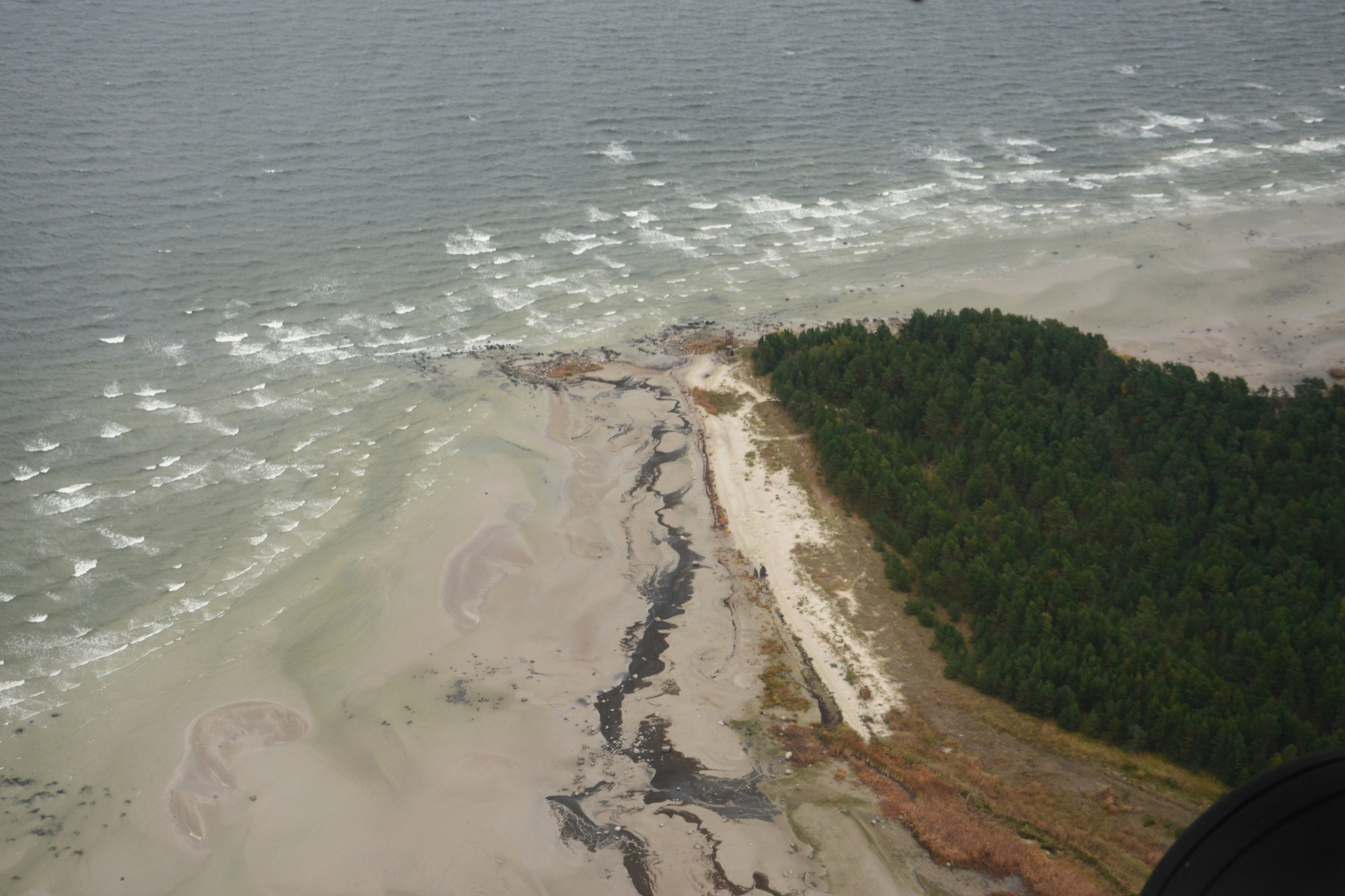
Ostrov